# Hovenier

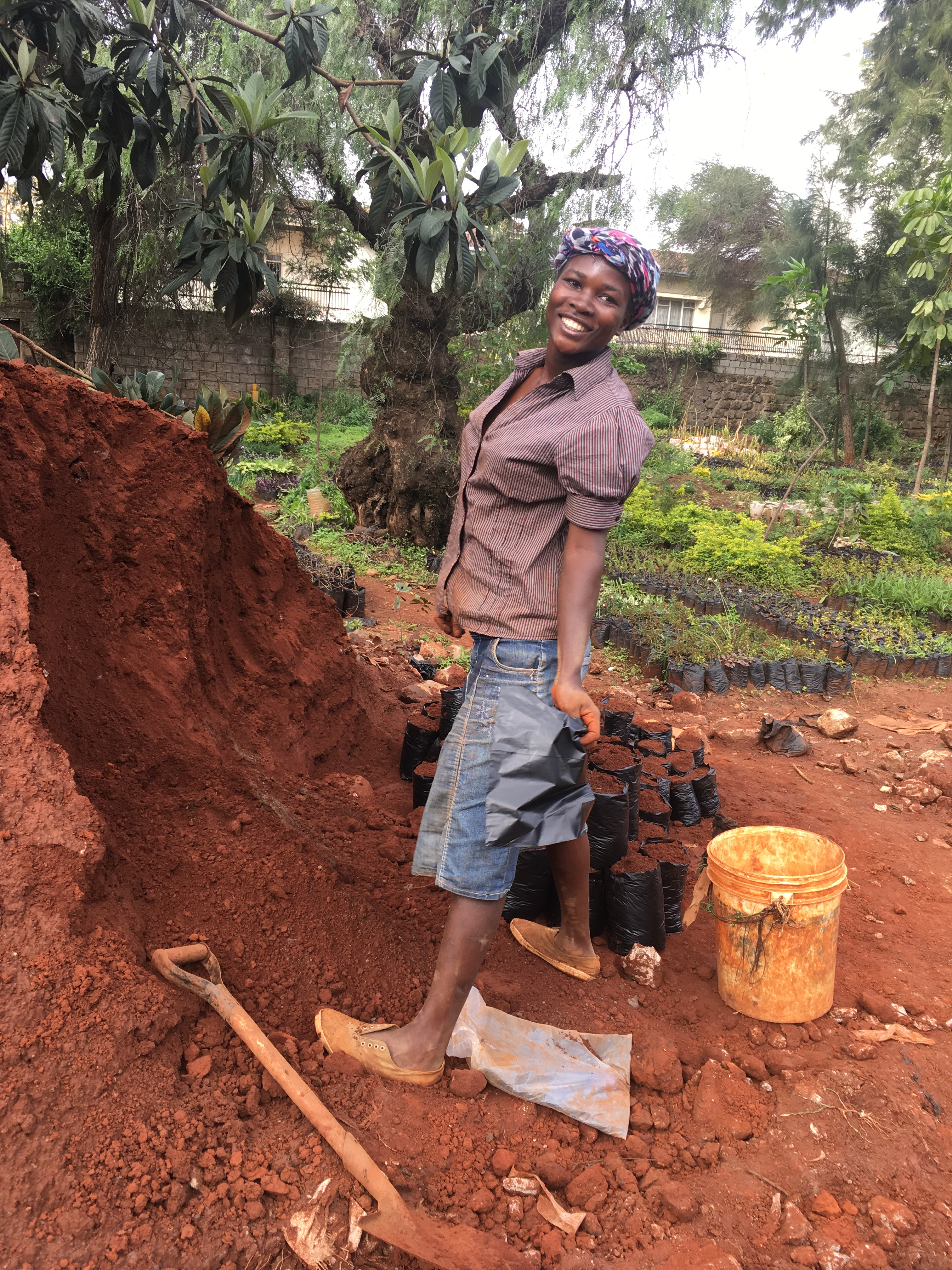
Een tuinvrouw aan het werk

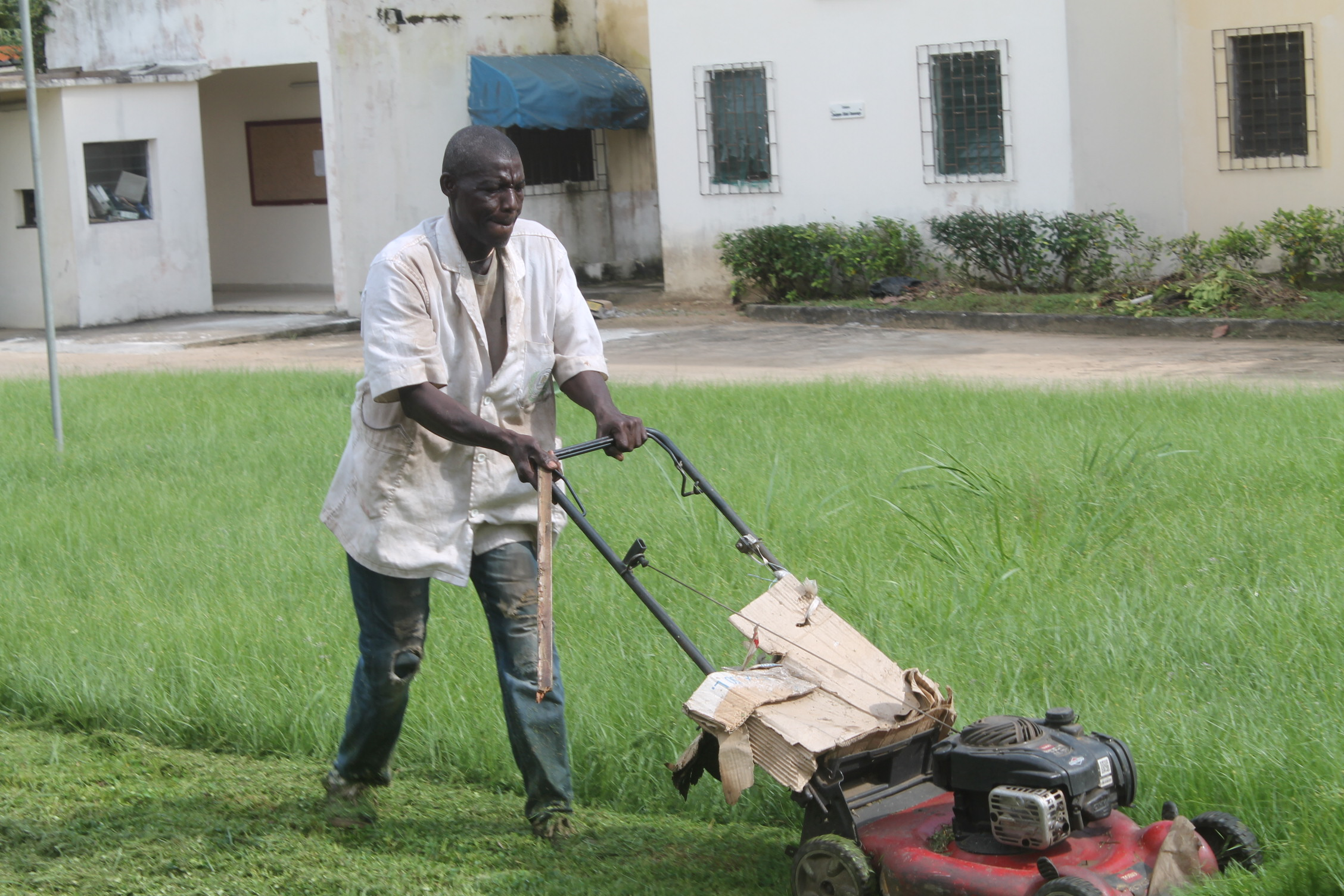
Een tuinman aan het werk

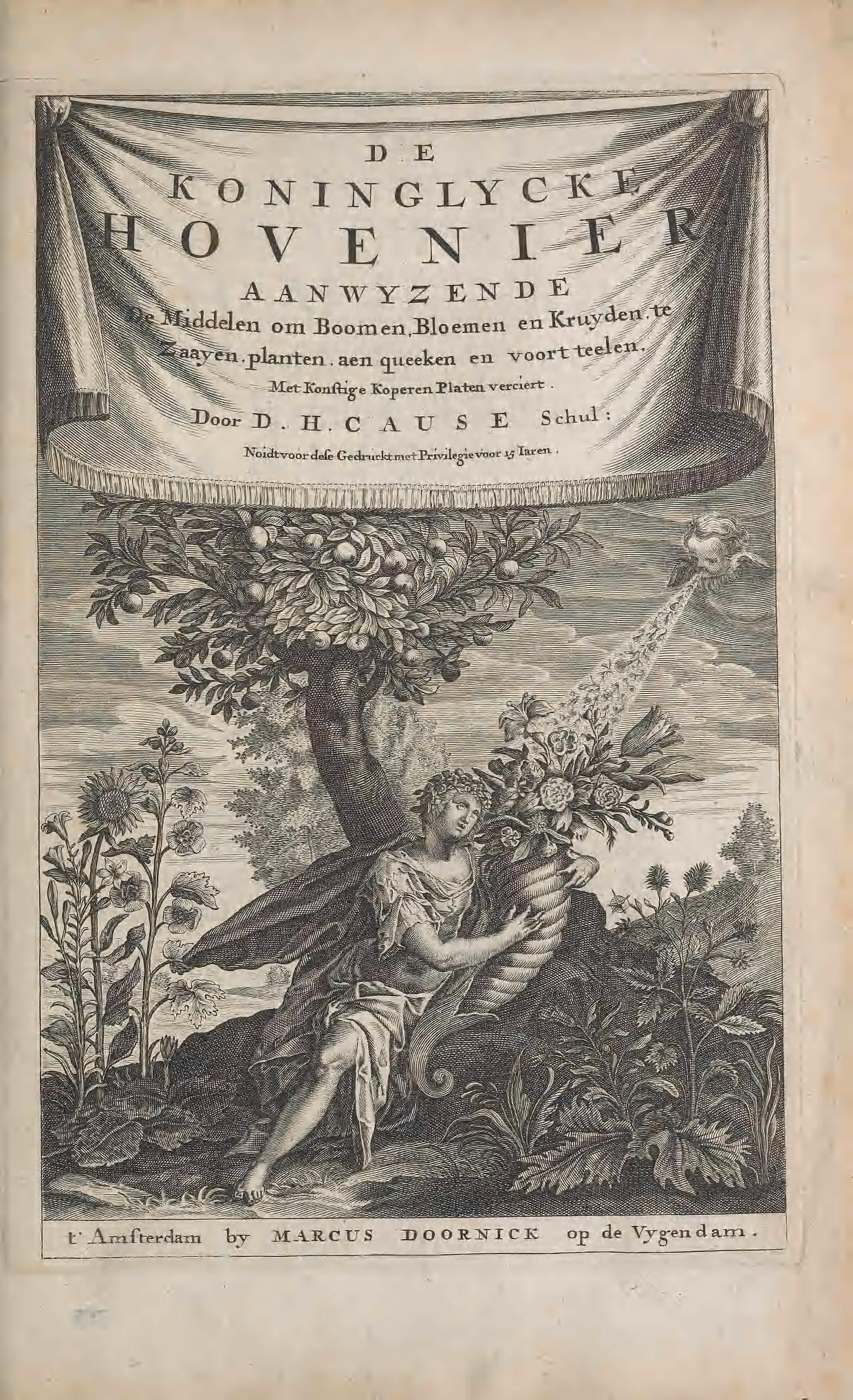
Voorkant van De koninglycke hovenier aanwyzende de middelen om boomen, bloemen en kruyden te zaayen, planten, aen queeken en voort teelen (1676).

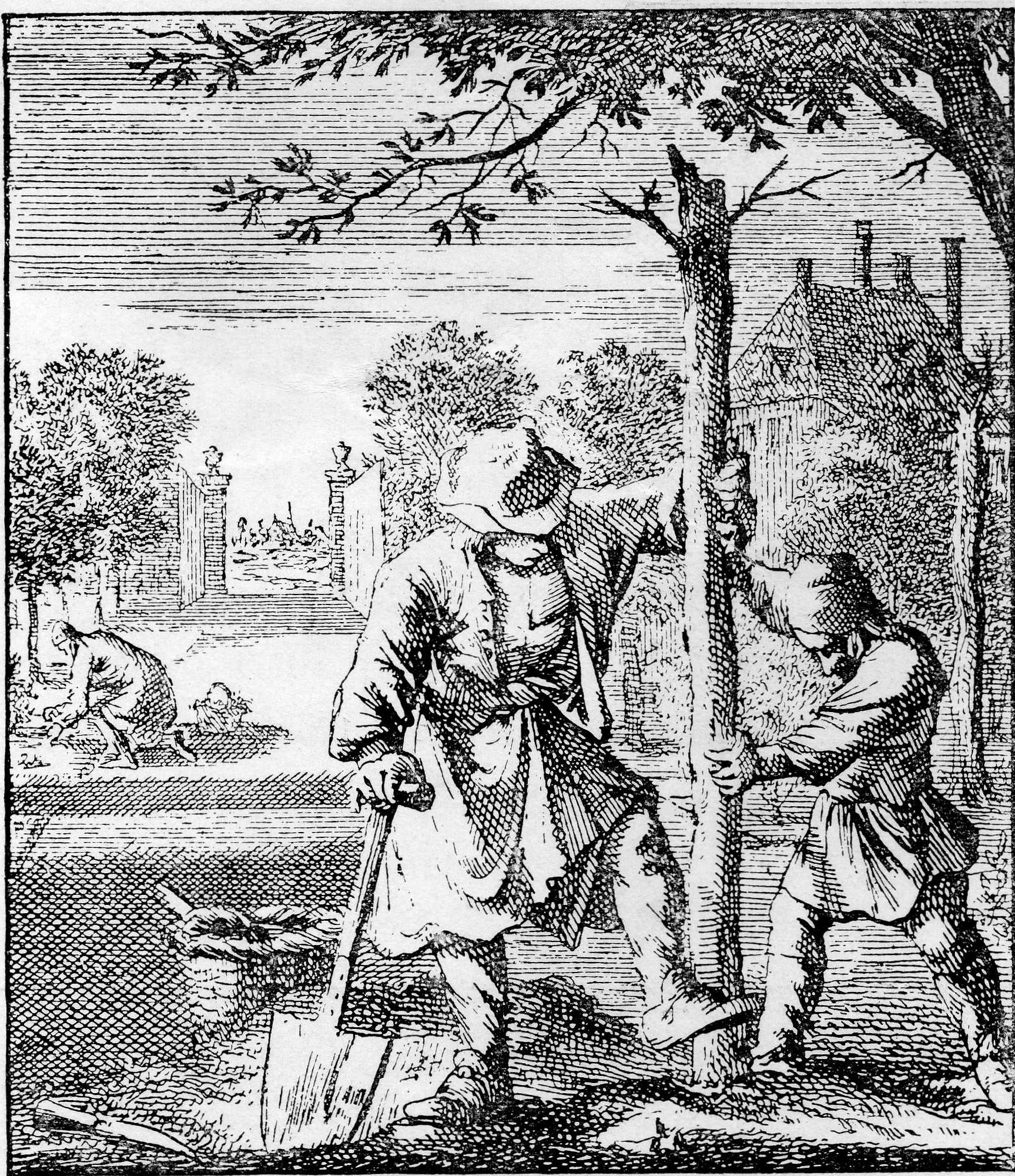
De Hovenier door Jan Luyken, eind zeventiende eeuw.

Een hovenier is iemand die zich beroepshalve met het aanleggen en onderhouden van tuinen en andere groenobjecten bezighoudt. De begrippen tuinman (vrouwelijke vorm: tuinvrouw), ook wel tuinier(der) of tuinder betekenen deels hetzelfde.
Een hovenier kan zich bezighouden met tuinen die bij particuliere woningen of andere gebouwen horen, maar ook met vegetatiedakken of openbaar groen. Ook zijn er verschillen in de verhouding tot de opdrachtgever en tuineigenaar; zo kan de hovenier in dienstbetrekking zijn of werk in opdracht uitvoeren. Het soort werkzaamheden dat een hovenier verricht kan alleen onderhoud omvatten, of ook het aanleggen van nieuwe tuinen of de teelt en verkoop van de benodigde bomen en planten.

## Specifiek woordgebruik
Er is veel betekenisoverlap tussen de woorden tuinman (of tuinvrouw, meervoud tuinlieden) en hovenier, maar er zijn ook verschillen:
- Tuinlieden kunnen in dienst zijn van een particuliere tuineigenaar; een hovenier is dat in het algemeen niet, deze werkt als zelfstandige of bij een hoveniersbedrijf.
- Een hovenier kan niet alleen tuinen onderhouden, maar ook nieuwe tuinen aanleggen; sommigen vermijden voor dat laatste het woord 'tuinman'.

Volgens het eerste onderscheid heeft "tuinman" dus een ruimere betekenis dan hovenier, volgens het andere onderscheid juist een beperktere betekenis. Nederlandse beroepsverenigingen en opleidingen gebruiken tegenwoordig hoofdzakelijk het woord hovenier.

## Achtergrond
Een hovenier beschikt over de juiste kennis van bomen en planten om zijn werk goed te doen. Sommige hoveniers beheren één tuin, maar de meeste hoveniers beheren er meer, aangezien een enkele tuin zelden groot genoeg is om fulltime in te werken.
Traditioneel hadden veel rijke particulieren (bourgeoisie en adel) tuinlieden in dienst om hun tuin bij te houden, waarbij het niet alleen om de siertuin ter ontspanning van de tuineigenaar hoefde te gaan, maar ook om productie van groenten en fruit. Bij grote buitenplaatsen waren er vaak meerdere tuinknechten onder leiding van een tuinbaas.
Een hovenier kan bij een particulier bedrijf werken om het terrein bij te werken, of ingehuurd worden door de gemeente. Hoveniersbedrijven kunnen in omvang variëren van eenmanszaak tot grote landelijk opererende bedrijven met honderden werknemers. Tot de klanten van een hoveniersbedrijf behoren particulieren en instellingen die het groen om hun panden laten aanleggen en verzorgen. Grote instellingen en overheden laten vaak het werk aan hun groenvoorzieningen doen door dit soort gespecialiseerde bedrijven. Voorheen werd dit werk vaak in eigen beheer gedaan, bijvoorbeeld door een gemeentelijke plantsoenendienst.

## Werkzaamheden
Tot de kenmerkende werkzaamheden van een hovenier behoren onder meer zaaien, planten, water geven, bemesten, snoeien, het wieden van onkruid, het maaien van gras, en het bestrijden en opruimen van ongedierte. Tot de werkzaamheden kunnen ook behoren:
- ontwerp van tuin, gazon of andere groenvoorziening
- graaf/grondwerkzaamheden
- levering van zand, tuinaarde, plantsoen en materialen
- inrichting van tuin, gazon e.d. met planten
- aanleg (sier)bestrating
- plaatsen van schuttingen, vlonders, tuinmuren en borderbegrenzingen
- beheer of onderhoud van tuin, gazon of andere groenvoorziening

Er zijn hoveniersbedrijven die nauw samenwerken met instellingen voor gehandicapten, die meewerken in de bedrijven. Hiervoor krijgen hoveniers een vergoeding van de staat.
In sommige gevallen combineren hoveniers hun bedrijf met een tuincentrum of een boomkwekerij, maar ook wel met andere vormen van dienstverlening zoals gebouwenreiniging en dergelijke.

## Opleiding
Opleidingen tot hovenier bestaan aan bijna alle agrarische onderwijsinstellingen. In Nederland zijn er opleidingen van 1 tot 4 jaar op mbo-niveau en daarnaast meer gespecialiseerde opleidingen aan verschillende hogescholen.

## Verwante vakgebieden
- Tuin- en landschapsarchitect zijn beschermde titels voor iemand die gespecialiseerd is in het aanleggen van tuinen en andere groene ruimten.
- Iemand zijn die enkel als hobby of in de privésfeer tuiniert wordt informeel soms ook wel 'tuinman' of 'tuinier' genoemd.
- Het woord tuinder wordt in de eerste plaats gebruikt voor iemand die beroepsmatig actief is in de tuinbouw, maar ook wel als synoniem voor tuinman/vrouw, tuinier of hovenier.
- Voor de hovenier van een kloostertuin of een hortus botanicus wordt het Latijnse woord hortulanus gebruikt.
- De persoon die verantwoordelijk is voor het onderhoud van de golfbaan wordt de greenkeeper genoemd. Naast het letten op de lengte en kwaliteit van het gras zijn ze ook verantwoordelijk voor aanleg- en renovatiewerkzaamheden, technische installaties, en de toepassing en inzet van gereedschap, personeel en machines tijdens bouwwerkzaamheden op de golfbaan.[2]

## Varia
- Het zevenblad wordt ook wel "tuinmansverdriet" genoemd.
- De parabel van de onzichtbare tuinman werd bedacht door de Britse filosoof John Wisdom om het verschil aan te stippen tussen uitspraken gebaseerd op religie en uitspraken gebaseerd op wetenschappelijk bewijs.
- De tuinman en de dood is een bekend gedicht van Pieter Nicolaas van Eyck over de onvermijdelijkheid van de dood.
- Flipje, de vader en de tuinman is een gedicht van Hieronymus van Alphen.
- De "tuinmansmethode" is in de meetkunde een manier om een ellips te tekenen.